# 灼鼠之變
灼鼠之變（작서지변）是一場發生於朝鮮王朝中宗時期的政治事件。

## 事件由來
嘉靖六年（1527年）三月，王世子十二岁生日前后，宫中多处出现用火烤過，切成豬形狀的老鼠屍體，其中一隻放在當時王世子和世子嬪所居住的東宮外的樹上，意圖用巫術詛咒王世子與世子嬪，王世子親自打開珠寶盒大為震驚，十三歲的世子嬪因此嚇到當場昏倒。當時大臣们皆怀疑是最受中宗寵愛的敬嬪及她的兒子、中宗的庶長子福城君所為，朴敬嬪受功臣派支持，此时功臣派的朴元宗、南衮已死，同屬功臣派的沈贞，不但不敢支持朴敬嬪，反而還落井下石。次年，中宗迫於大臣压力下，驱逐朴敬嬪、福城君。世子派借此打击靖国功臣，称沈贞勾结朴敬嬪。嘉靖十年（1531年）十二月初三，沈貞被中宗賜死。嘉靖十二年（1533年）朴敬嬪、福城君等二人亦被中宗賜死。嘉靖二十年（1541年）中宗的已故女婿金禧被指为主谋，福城君被平反。